# 台車
台車（）は、荷物をのせて運搬移動するための、車輪が付いた台のことである。荷車の一種でもある。別名「手押し台車」「運搬台車」とも呼ばれる。
なお、鉄道車両の台車は、当該項目を参照のこと。

## 概要

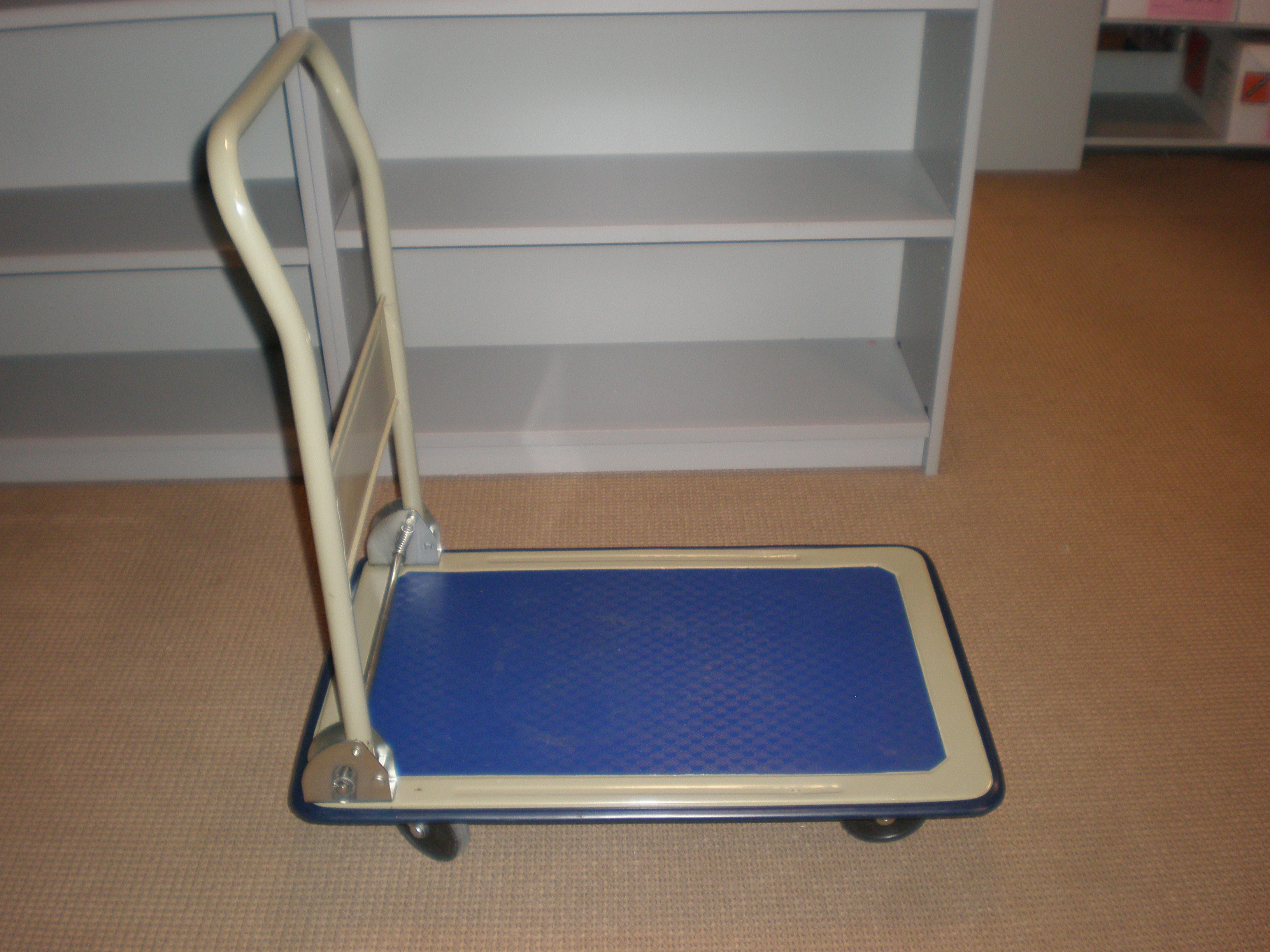
典型的な台車

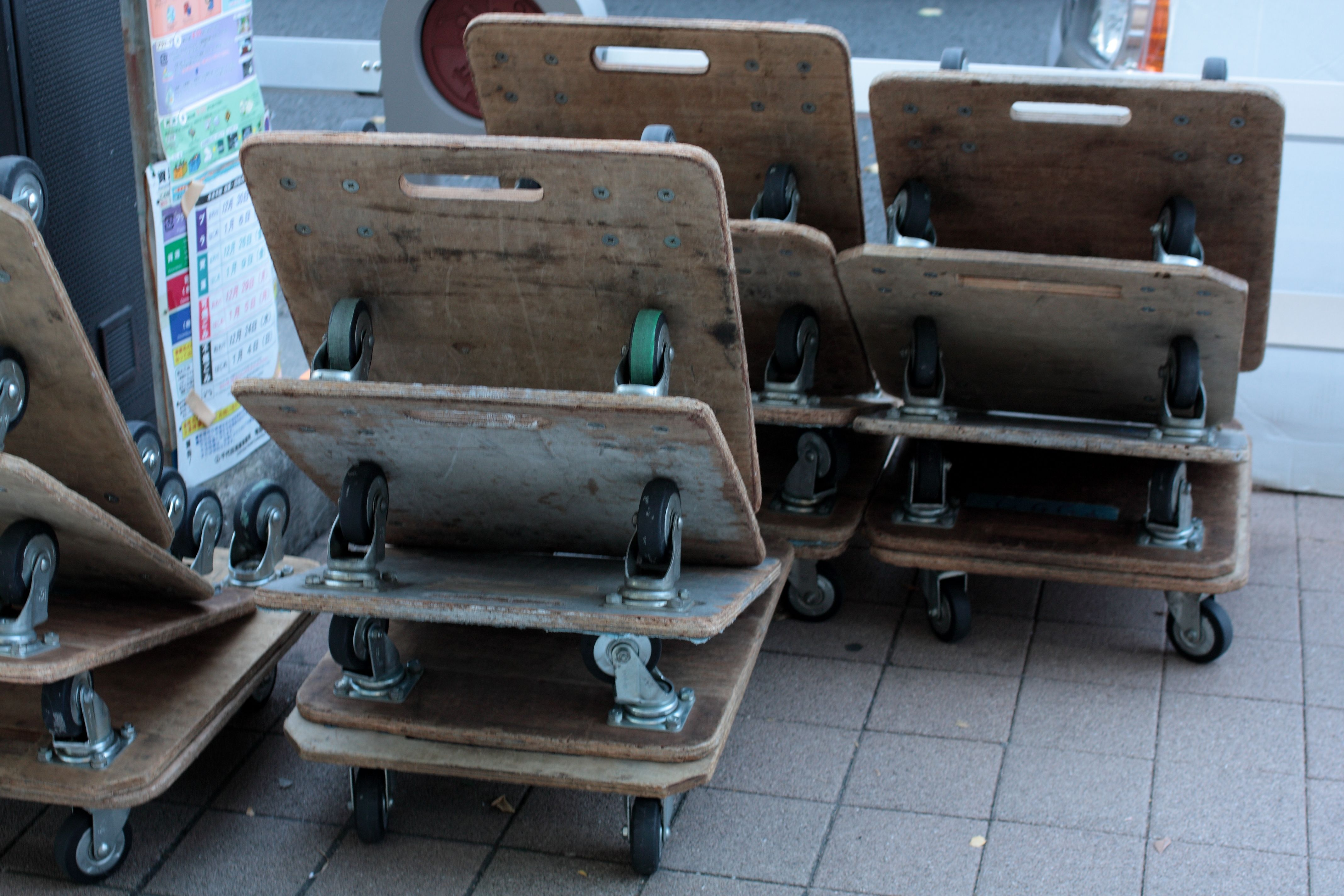
板台車（引越し業者などが使用）

### 全般
狭義の台車は、荷車のうち、比較的小型で、人力による直接の搬送、あるいは電動などにより自走するものを言う。また、（全般的な）荷車のように使役動物や他の車による牽引（ロープ牽引などの簡易な牽引は考慮しない）を想定していない構造であるものを言う。
構造としては、人力で押すために取っ手が付いているものや、荷物を載せる平台と車輪だけで、取っ手が付いてないもの（搬送台車とも言う。板台車もこれである。）がある。また、構造や大きさに関しても、人力で容易に扱える範囲の構造やサイズのもの、平台状のものやカゴ台車（積み荷の転落や散逸防止のためのカゴ枠があるもの、カーゴ等とよぶ）状のもの、相当な重量物や長尺物を積むために堅牢な鋼製枠によるものなどがある。
工場などで重量部品を専門に運搬するものは架台と呼ばれる場合もある。また、平らな面を走行できる車輪が付いているタイプ（このうち取っ手が無いものはトロリーとも呼ばれる）、専用のレールや溝などを走行できる専用タイプの台車もある。

### 狭義の台車
小荷物等を運搬するときに使う台車では、一般的には手で押すための取っ手が付いたタイプが多いが、ロープなどを結索する部分のみで取っ手のないタイプ、取っ手付きの台車の前側に数列の取っ手のない台車を連結できるタイプ、台の部分を上下に配置した2段式のタイプ、台の部分に金網製の箱を取り付けたタイプなど用途に合わせて様々なタイプのものがある。
取っ手が付いたタイプについては、1965年、花岡車輌が日本初の規格量産型台車『ダンディ』を開発発売、以後、標準規格となった。
自動車部品用などの専用台車においては、輸送中に商品の傷つきや変形がないよう、また納入先の工場での作業者の取り出しやすさなどについても構造的に配慮される。

### その他
なお、カメラやカメラマンを載せるための撮影用の台車はカメラドリーと呼ぶ。

## 法令
日本の道路交通法では、台車は一部を除いて軽車両の扱いである。
ただし、「歩行補助車、小児用の車及びショッピング・カート」または「レール又は架線によらないで通行させる車であって、他の歩行者の通行を妨げるおそれのないものとして長さ 190cm以下かつ幅 60cm以下であって、車体の構造が、歩きながら用いるものとして通行させる者が乗車することができない車」は軽車両ではなく歩行補助車等に該当し、歩行者の扱いとなる。
そのため、歩行者扱いになる台車には、「歩行補助車、小児用の車及びショッピング・カート」に該当するもの（大型乳母車（お散歩カー）、避難車など）のほか、キャリーカート、トロリーバッグ、トロリーケース、そして長さ190cm以下、幅60cm以下の比較的小型の台車などがある。

### 動力あり
上記に列挙したものであっても、電動機や内燃機関付きのものは、原則として原動機付自転車または自動車扱いとなる。詳細は、当該原則および例外も含めて「原動機付自転車#電動の小型車両等に対する規制」を参照。
ただし、一定の基準を満たす電動台車等は、歩行補助車または軽車両扱いとなる（「軽車両#原動機を用いる軽車両」参照）。